# Alexander Conze
Alexander Christian Leopold Conze, född 10 december 1831 i Hannover, död 19 juli 1914 i Berlin var en tysk arkeolog.
Han blev 1863 professor i Halle och 1869 professor i klassisk arkeologi i Wien och 1877 i Berlin samt utnämndes 1887 till generalsekreterare vid tyska arkeologiska institutets centralstyrelse i Berlin. Conze gjorde flera forskningsresor till den grekiska arkipelagens öar och gav ut flera böcker om sina resor.

## Böcker
- Reise auf der Insel Lesbos (1865).
- Beiträge zur Geschichte der griechischen Plastik (1869).
- Zur Geschichte der Anfänge griechischer Kunst (1870 o. 1873).
- Heroen- und Göttergestalten der griechischen Künste (1874).
- Archäologische Untersuchnngen auf Samothrake (1875-80).
- Die attischen Grabreliefs (1890-95).